# 深山蟹甲草
深山蟹甲草（学名：Parasenecio profundorum）为菊科蟹甲草属的植物，为中国的特有植物。分布在中国大陆的湖北、四川等地，生长于海拔1,000米至2,100米的地区，一般生长在山坡林缘以及山谷潮湿处，目前尚未由人工引种栽培。

## 异名
- Cacalia profundorum (Dunn) Hand.-Mazz.